# Бад Клостерлаусниц
Бад Клостерлаусниц (њем. Bad Klosterlausnitz) општина је у њемачкој савезној држави Тирингија. Једно је од 93 општинска средишта округа Зале-Холцланд. Према процјени из 2010. у општини је живјело 3.443 становника. Посједује регионалну шифру (AGS) 16074003.

## Географски и демографски подаци
Бад Клостерлаусниц се налази у савезној држави Тирингија у округу Зале-Холцланд. Општина се налази на надморској висини од 320 метара. Површина општине износи 16,6 km². У самом мјесту је, према процјени из 2010. године, живјело 3.443 становника. Просјечна густина становништва износи 208 становника/km².